# Сумбуловац
Сумбуловац (на сръбски: Сумбуловац) е село в Босна и Херцеговина, разположено в община Пале, в ентитета на Република Сръбска. Намира се на 887 метра надморска височина. Населението му според преброяването през 2013 г. е 53 души, от тях: 50 (94,33 %) сърби, 2 (3,77 %) хървати и 1 (1,88 %) не се определил.

## Население
Численост на населението според преброяванията през годините:
- 1961 – 105 души
- 1971 – 96 души
- 1981 – 30 души
- 1991 – 48 души
- 2013 – 53 души